# Saint-Claude (Québec)
Saint-Claude è un comune del Canada, situato nella provincia del Québec, nella regione di Estrie.